# Calyptocephalellidae
Famille
Les Calyptocephalellidae sont une famille d'amphibiens. Elle a été créée en 1960 par Osvaldo Alfredo Reig.

## Répartition
Les espèces des deux genres de cette famille sont endémiques du Chili.

## Liste des genres
Selon Amphibian Species of the World (19 novembre 2016) :
- Calyptocephalella Strand, 1928
- Telmatobufo Schmidt, 1952

## Publication originale
- Reig, 1960 : Las relaciones genéricas del anuro chileno Calyptocephalella gayi (Dum. & Bibr.). Actas y Trabajos del Primer Congreso Latinoamericano de Zoología (La Plata, 1959), vol. 4,p. 113-130.